# Prison Architect

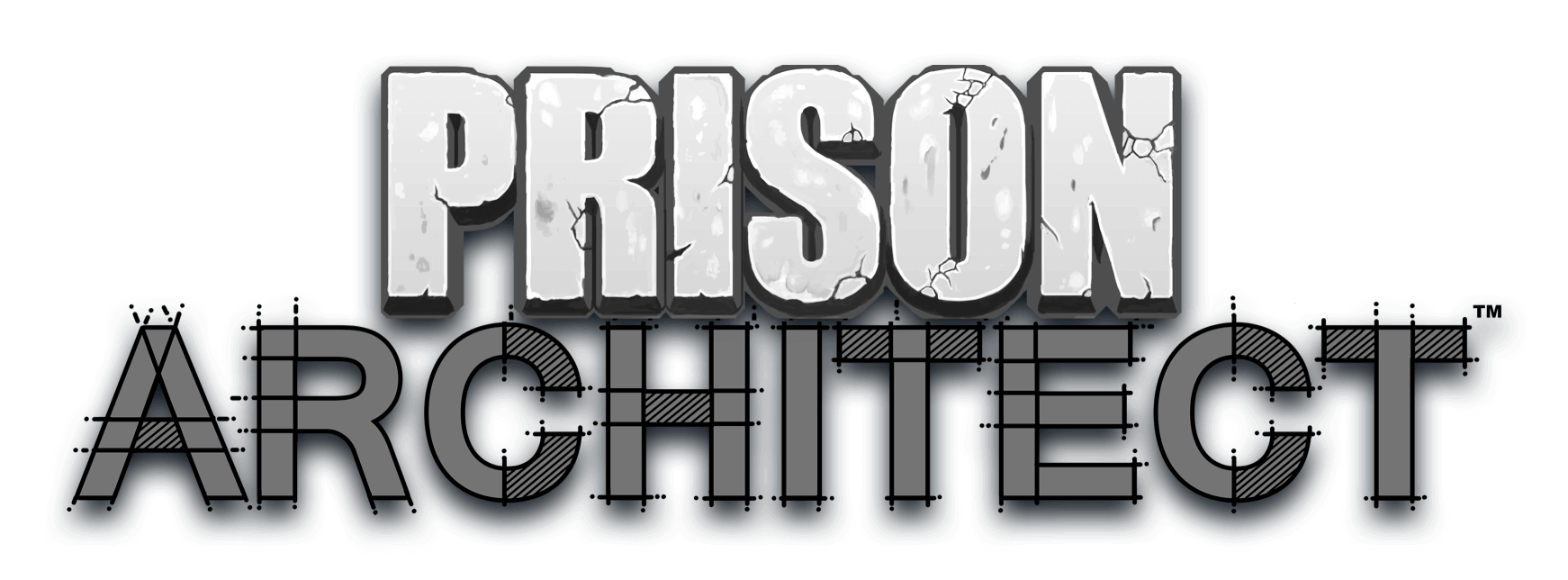

『Prison Architect』（プリズンアーキテクト）は、Double Elevenが開発し、パラドックスインタラクティブが販売している刑務所経営シミュレーションゲームである。

## ゲーム内容 (1作目)
人数はシングルプレイとインターネットを通じて2人以上のマルチプレイもできる。プレイヤーは刑務所に必要な独房や食堂などの建設、看守などの職員を雇用し、刑務所の規模を大きくしていく。収入は受刑者の受け入れや助成金で得る。
受刑者には食事やトイレなどのニーズを満たしたり、釈放に向けた更生をさせる。ゲームの設定によっては職員のニーズも満たさなければならない。

## シリーズ作

### Prison Architect
2015年10月6日にイントロバージョンソフトウェアによって発売。2018年12月31日にパラドックスインタラクティブによって買収され、開発元がDouble Elevenとなる。
Prison ArchitectPsych Ward
精神病棟の追加。精神障害がある受刑者を管理できる。
Prison ArchitectCleared for Transfer
受刑者が刑務所内で問題を一定期間起こさなければ、警備のレベルが低い区画に移送することができる。
Prison ArchitectIsland Bound
物資の供給や受刑者の受け入れを陸路の他に海路や空路での輸送手段で行える。
Prison ArchitectGoing Green
受刑者に農作業をさせることができると共に、刑務所の電力を太陽光発電や風力発電を使って供給することができる。
Prison ArchitectSecond Chances
受刑者の行動に応じて刑期を短縮させたり、社会復帰に向けたプログラムを行える。
Prison ArchitectPerfect Storm
熱波や雷雨などの災害が起こるようになる。
Prison ArchitectGangs
受刑者によるギャング組織が成長し、刑務所の安全性が低下する。
Prison ArchitectUndead
死亡した受刑者が蘇りアンデッドとなり、刑務所内の受刑者に感染する。
Prison ArchitectFuture Tech Pack
未来的な刑務所の構造を作ることができる。
Prison ArchitectJungle Pack
熱帯雨林に刑務所を建設できる。

### Prison Architect 2
発売日不明。対応する予定のプラットフォームはWindowsやPlayStation 5、Xbox Series X/Sである。
Prison Architect 2Warden's Edition
机や壁紙の追加。